# こはるの日々
『こはるの日々』（こはるのひび / Koharu's daily life）は、大城ようこうによる日本の漫画作品。講談社発行『good!アフタヌーン』にて、第2号（2009年1月発売）から25号（2012年11月発売）まで連載。

## あらすじ
ごく普通の高校生・鳥居晃は、ある日の朝、通学の電車内で急ブレーキでバランスを崩して転びそうになった女子生徒を助ける。
数日後、下校時に自宅の最寄り駅で降りると、晃を待っている少女がいた。それは、数日前の朝に助けた女子生徒だった。「睦月こはる」と名乗った少女は、わざわざ自宅とは逆方向の晃の下車駅で待ち、先日のお礼として手作りのクッキーを渡す。
その翌日、校内でこはると出会う晃。日直だった晃が学級日誌を担任に渡し、誰もいないはずの教室へ戻ると、そこにはこはるがいた。しかし、こはるは晃のリコーダーを「なめて」いた。
可憐な外見のこはるからは想像もできない、変態的な行為に衝撃を受ける晃。しかし、こはるは、気負うことなく「好きだから」と宣言する。こはるの過激なまでの「好き好き大好き」攻勢にたじたじの晃は、その勢いに押し流されるように、こはるとの交際を始めるのであった。

## 登場人物
鳥居 晃（とりい あきら）
この物語の主人公。広沢北高校2年3組に所属。眼鏡をかけている。どこにでもいそうな、ごく普通の高校生。
優しい性格だが、それだけにやや流されやすく、こはるの攻勢に押し切られるような形（それでもこはるに対して芽生えた想いを認めて）で交際を始める。夏希や真行には「晃」、こはるには第22話途中までは「せんぱい」第22話ラスト以降は「晃さん」と呼ばれている。
自宅の最寄り駅は、北浜名駅。
美香との再会がきっかけで動揺したこはるに「好きになった理由」を問われ、受身な返答をしてしまったことで狂気に陥ったこはるが美香を傷つける結果となったことで改めてこはるへの想いと向きあい、ちゃんとした返答をかえして彼女を正気に戻す。問題を一応解決し、以降はこはるの更なる攻勢に戦慄を覚えながらも正面から向きあうようになる。
第22話にて自身のこはるに対する想いもまた強くなっていることを自覚し、第23話にてこはるの求めに応え彼女を「名前で呼ぶ」ことで本当の意味で両想いとなる。大学進学で地元から離れることになった頃には、自身にとってこはるの存在そのものがもはや「かけがえないもの」にまでに大きくなっていたため、一緒についてきたこはるの行動力に対して戦慄を覚えることはもうなくなっていた。
最終話エピローグにてこはると結婚、夫婦となり一人娘をもうけている。
睦月 こはる（むつき こはる）
この物語のヒロイン。広沢北高校に通う、高校1年生の少女。栗色のショートヘアー。胸は平均サイズ。小柄で、身長は晃の肩よりも低い。
外見は非常に可憐。しかし、異常ともいえるほど晃が好きで、しばしば常軌を逸した行動をとる。
自宅の最寄り駅は、葵町駅。晃とは高校を挟んで逆方向に当たる。
晃との出会いは朝の通学時の電車内だが、本来なら逆方向なので同じ電車に乗り合わせるのは不自然なのだがそのことに特に言及はない。
晃と関わるようになって以降は彼の幼なじみの夏希や真行とも交流を持つくらいには社交性はあるが、それ以外の交友関係は特に確認されていない。
両親とは仕事の都合から交流がほとんどなく、私生活はほぼ独り暮らし同然であることが本人の口から語られている。
美香の登場で彼女から「晃を好きになった理由」に指摘を受けたことで不安を覚え、晃に「自分を好きになった理由」を問うたが彼に受身な返答をされたことで狂気に陥り、「晃をより好きになろう」として美香の抱く晃への想いを手に入れようと彼女に迫り、結果、傷つける事態を引き起こしてしまい晃との関係が破綻しかけるが、晃の想いを確認した美香の身体を張った行動と晃本人から改めて自分への想いを告げられたことでようやく正気を取り戻す。一方、常軌を逸した行動はよりエスカレートしていく。
第23話にて晃への想いを受け止められて本当の意味で両想いとなれたことを心底喜んだ。晃が大学進学のため地元を離れることになった際には一緒についていき「同じアパートの同室に同居」「晃の大学の付属高校に転校」と、その行動力を最大限発揮した。
最終話エピローグにて晃と結婚を果たし想いは昇華されたが、母親となり歳を重ねてもなお晃への異常なまでの想いの強さは変わることなく健在。
二ノ宮 夏希（にのみや なつき）
女子生徒。ストレートのロングヘアー。高校2年生にしては、かなりの巨乳。身長は平均的で、晃の肩よりやや高い。
家が鳥居家の隣で、幼い頃から家族ぐるみのつきあい。当然、晃とは幼なじみ。現在は、晃のクラスメイトにして悪友。
恋愛がらみの話が大好きで、こはると晃の仲とその進展に興味津津。
晃や真行からは「夏希」と呼ばれている。また、晃にはよく殴られる（頭にたんこぶができる）。
こはると晃の恋愛事情を追っていくうちにこはるの異常さを目の当たりにし、その後の美香の一件にてその異常さに戦慄を覚えるようになるが、美香と晃の覚悟をもって改めてこはると晃の恋愛を後押しすることを決める。
河野 真行（こうの まさゆき）
男子生徒。晃・夏希とは幼なじみで、クラスメイトにして親友。晃や夏希からは「真行」と呼ばれている。長身で、晃より身長が高い。
晃とこはるの関係や、夏希のツッコミなどは、一歩引いた位置で眺めている。
笹ヶ瀬 美香（ささがせ みか）
中学3年生の少女。ストレートのロングヘアー。若干、ぽっちゃりした体型。胸は平均サイズ。身長は夏希より少し低く、晃の肩と同じぐらい。晃や夏希、真行とは幼なじみ。晃を「晃ちゃん」、夏希を「夏姉ぇ（なつねぇ）」、真行を「真兄ぃ（まさにぃ）」と呼ぶ。快活、かつハッキリした性格。思ったことを、遠慮なく口にする。
第13話のラストで登場。広沢北高校の学校見学に来て、晃たちと久々に再会する。
晃に好意を抱いていて、突然「晃の彼女」として紹介されたこはるにライバル心をむき出しにするが、これがきっかけとなって狂気に陥ったこはるに襲われてしまう。晃に慰められた際に彼のこはるへの想いを確認するに至り、こはるのことで悲しむ晃のために改めてこはると対峙、こはるの晃への異常な想いに戦慄しながらもそれを認めてこはると晃の恋愛を後押しすることを決める。
最終話エピローグにて広沢北高校の教師となり2年3組の担任となっている。
鳥居 ひなた（とりい ひなた）
最終話エピローグに登場する晃とこはるの娘で広沢北高校の1年生。母のこはるの如く「ある先輩」に異常なまでの想いを寄せている。美香とは「ちゃん」付けで呼ぶほどに付きあいがある。

## 主な舞台
広沢北高校（ひろさわきたこうこう）
登場人物たちが通う高校。
遠浜鉄道
晃やこはるが通学に使っている鉄道。

## 書誌情報

### 単行本
- 大城ようこう 『こはるの日々』 講談社〈アフタヌーンKC〉、全4巻
  1. 第1巻 2010年4月7日初版発行・発売 ISBN 978-4-06-310650-3
  2. 第2巻 2011年3月7日初版発行・発売 ISBN 978-4-06-310734-0
  3. 第3巻 2012年2月7日初版発行・発売 ISBN 978-4-06-387805-9
  4. 第4巻 2013年1月7日初版発行・発売 ISBN 978-4-06-387859-2